# Het Lieverdje

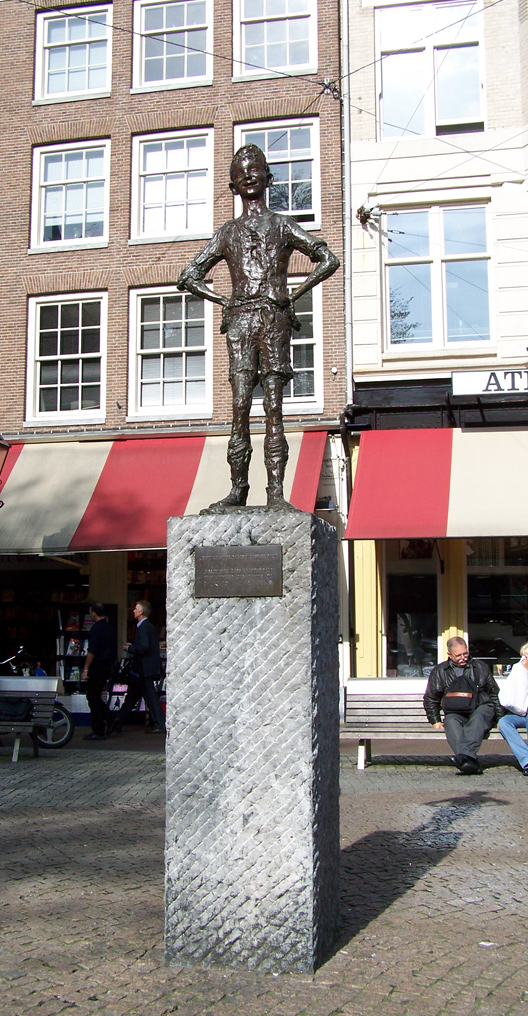
Het Lieverdje

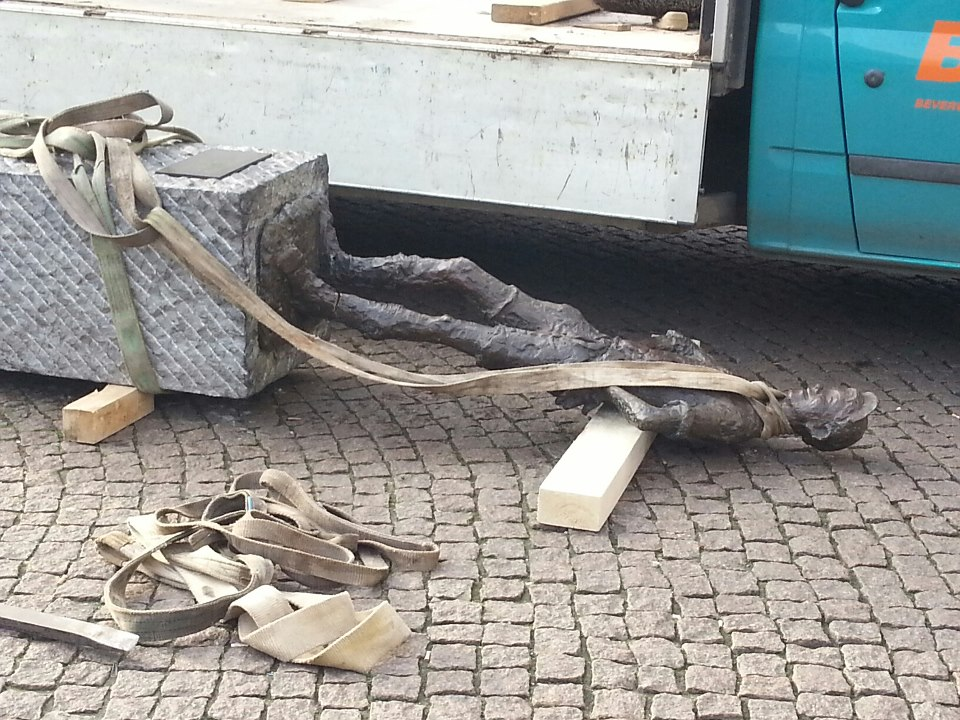
Het Lieverdje werd in 2012 omvergereden

Het Lieverdje is een beeld op het Spui in Amsterdam. Het beeld is gemaakt door de Amsterdamse beeldhouwer Carel Kneulman.

## Gipsen en bronzen beeldje
De benaming Lieverdje was door Henri Knap voor het eerst in 1947 gebruikt in zijn rubriek Amsterdams Dagboek in dagblad Het Parool. Hierin vertelde hij het verhaal van een kleine jongen van een jaar of tien, die een in de gracht gevallen hondje van de verdrinkingsdood had gered. Na dit eerste Lieverdje volgden meer van dergelijke verhalen. Het Lieverdje symboliseerde hierin de straatjongens van Amsterdam, altijd op zoek naar kattenkwaad maar met een gouden hart.
De organisator van festiviteiten en kinderspelen Sanny Hemerik of het Comité 1959 tot Activiteit in Amsterdam nam het initiatief om de beeldhouwer Carel Kneulman opdracht te geven voor een beeldje van een straatschoffie. Het gipsen model werd op 2 mei 1959 onthuld door Jan en Nel Voortman. Er was destijds nog sprake van dat een definitieve versie in brons op de Postzegeltjesmarkt aan de Nieuwezijds Voorburgwal of de Noordermarkt zou worden geplaatst. Stadsbeeldhouwer Hildo Krop zou spontaan hebben geroepen dat het beeldje op het Spui moest blijven. Kneulman zei in 1990, dat hij het beeldje heeft gemodelleerd naar hemzelf als jongetje, die door de stad zwierf. Hij zag het als jong ventje dat op de sokkel was geklommen om te kijken of er tussen de geparkeerde auto’s nog plek om de spelen is. Er was toen een soortgelijk beeld op de veiling gebracht, waarvan Kneulman zei: waardeloos geval. 
Omdat het beeld van gips was kon het maar kort blijven staan. Henri Knap vroeg zijn Parool-lezers om een bijdrage voor een bronzen versie, maar dat leverde onvoldoende op. Daarop benaderde hij een Rotary-relatie, werkzaam bij sigarettenfabrikant Crescent uit Eindhoven. De sigarettenfabriek bleek bereid het project te financieren. Op 10 september 1960 werd het Lieverdje onthuld door Emma van Hall-Nijhoff, echtgenote van burgemeester Van Hall.

## Provo
In de jaren zestig werd het door de sigarettenfabriek gesponsorde beeldje het mikpunt en trefpunt van de "anti-rookmagiër" Robert Jasper Grootveld en zijn aanhang. Koosje Koster deelde er krenten uit, wat de Amsterdamse politie zag als een provocatie. De onbeheerste reacties van de "kippen" leidden weer tot provocaties, en zo ontstond rond het Lieverdje de beweging Provo. Grootveld verklaarde later dat hij van de confrontaties met de politie soms een "manische euforie" over zich heen kreeg. In 1964 begon hij met theatrale redevoeringen tegen de tabaksindustrie. Die betitelde hij als happenings. "Het ritueel bij Het Lieverdje werd een draaikolk die de hele stad zou meesleuren", aldus Rob Stolk. Eind 1966 werd het stil rondom het Lieverdje.

## Latere ontwikkelingen

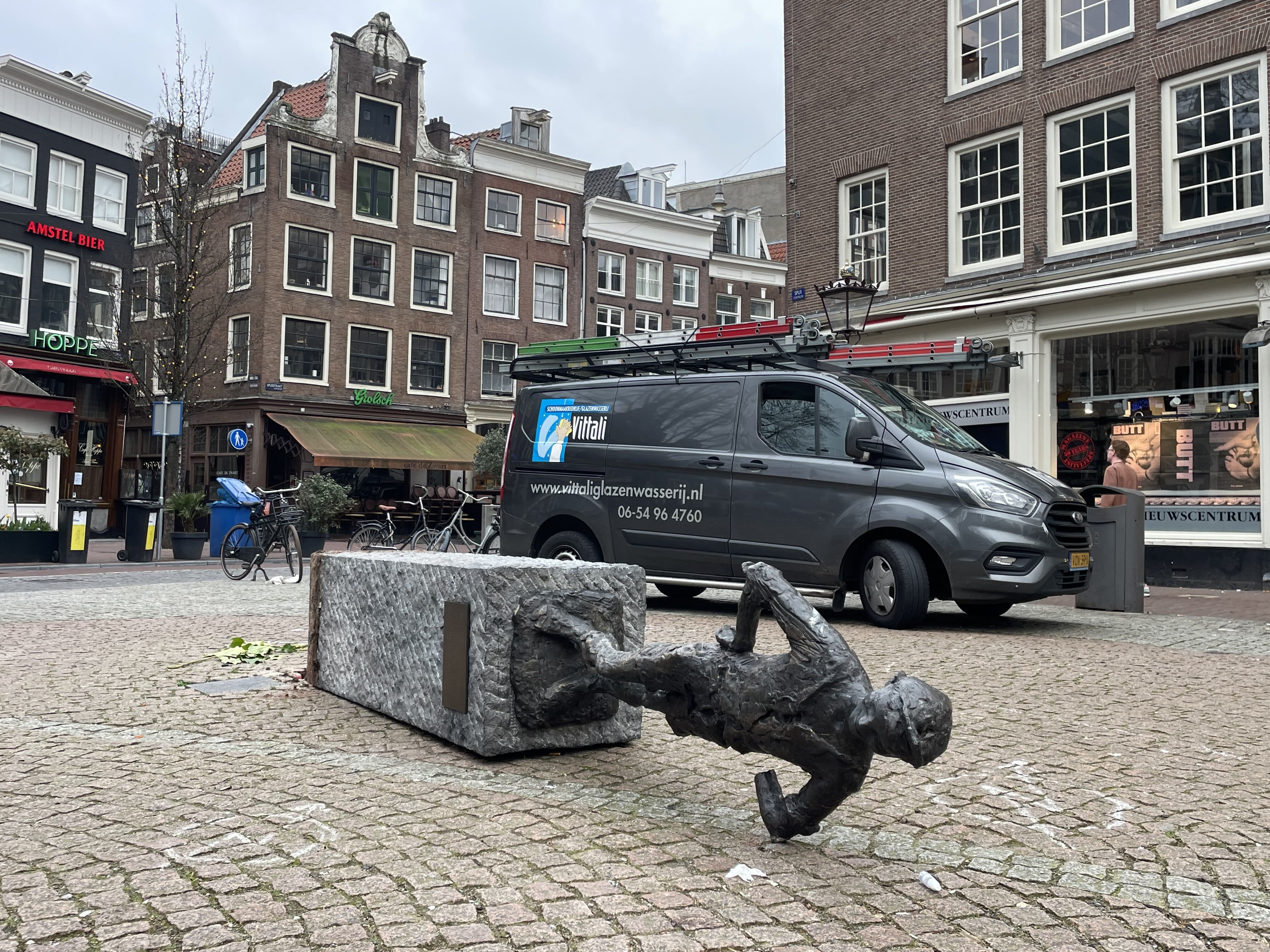
Het Lieverdje werd op 5 maart 2024 omver gereden

Het beeld werd regelmatig feestelijk aangekleed, maar ook beklad en zelfs een keer gekidnapt. Op 20 november 2012 werden het beeld en de sokkel omver gereden door een achteruitrijdende vrachtwagen. Het beeld raakte daarbij beschadigd. Het werd gerepareerd en werd op vrijdag 21 december 2012 teruggeplaatst. In maart 2024 werd het opnieuw omver gereden door een vrachtauto, die de plaatselijke horeca bevoorraadde. Daarbij viel het beeld en sokkel om en kwam op een van de linker elleboog terecht. Het zorgde ervoor dat het beeld zelf ontzet raakte en de sokkel onbruikbaar was. In het atelier van Kunstwacht Delft (beheerder van kunst in de openbare ruimte) werd geconstateerd dat het beeld enkele scheuren vertoonde en dat algemene reiniging en een nieuwe patinalaag ook geen kwaad konden. Tevens moest er een nieuwe sokkel (essentieel volgens Kneulman) gemaakt worden. Begin juni 2024 werd het beeld met sokkel geplaatst.
In 2015 leidde een strafvervolging van demonstranten wegens brandstichting bij het beeld tot belangwekkende jurisprudentie over geweld en de reikwijdte van de demonstratievrijheid: het in brand steken van het standbeeld werd aangemerkt als openlijke geweldpleging, waarbij het kader van een demonstratie en een beroep op de vrijheid van meningsuiting niets kon afdoen van de strafbaarheid van de gedraging.
Rondom het beeld is het klinkerpatroon ergens tussen 1980 en 2000 aangepast in het logo van Provo: GNOT-appel.

## Roze Lieverdje
Genoemd naar het beeld is het Roze Lieverdje, een prijs die in 2006 werd ingesteld door RozeLinks, de LHBT-werkgroep van de politieke partij GroenLinks. De uitreiking vindt om het jaar plaats op Valentijnsdag, tijdens een feestelijke bijeenkomst bij het grote beeld op het Spui.

## Canon van Amsterdam
Het Lieverdje werd in 2008 als venster nummer 45 opgenomen in de Canon van Amsterdam.